# Neuropsychoanalyse
Neuropsychoanalyse (NPSA) (früher: Neuro-Psychoanalyse) ist eine von Neurowissenschaftlern zur Zeit der Jahrtausendwende etablierte Forschungsdisziplin, die neurowissenschaftliche und psychoanalytische Erkenntnis zu verknüpfen sucht. Sie hat sich zum Ziel gesetzt, das in der über 100-jährigen Geschichte der Psychoanalyse zusammengetragene Verständnis von der Funktion der menschlichen Seele und der Frage, wie Menschen denken, fühlen und zu ihrem Verhalten kommen, auf ihre neurobiologischen Grundlagen zu überprüfen. Von der Existenz einer materiellen Basis für diese Vorgänge war Sigmund Freud bereits in den Anfängen seines Schaffens überzeugt.

## Geschichte
Die Neuropsychoanalyse ist eine interdisziplinäre und noch junge wissenschaftliche Disziplin, deren Wurzeln sich bei Sigmund Freud finden. Im Jahr 2015 veröffentlichte die Zeitschrift neuropsychiatrie ein Streitgespräch zwischen den beiden Psychoanalytikern Stephan Doering und August Ruhs und mit ihnen einem Befürworter (Doering) und einem Kritiker (Ruhs) der Neuropsychoanalyse. Anlässlich dieses Gespräches zitierte Döring Freud aus seiner im Jahr 1920 verfassten Schrift Jenseits des Lustprinzips:

„Hingegen wollen wir uns recht klar machen, dass die Unsicherheiten unserer Spekulation zu einem hohen Grade durch die Nötigung gesteigert wurde, Anleihen bei der biologischen Wissenschaft zu machen. Die Biologie ist wahrlich ein Reich
der unbegrenzten Möglichkeiten, wir haben die überraschendsten Aufklärungen von ihr zu erwarten und können nicht erraten, welche Antworten sie auf die von uns gestellten Fragen einige Jahrzehnte später geben würde. Vielleicht gerade solche, durch die unser ganzer künstlicher Bau von Hypothesen umgeblasen wird.“

Freud war stets überzeugt, seine Beobachtungen und das daraus abgeleitete Verständnis vom – wie er es nannte – „psychischen Apparat“ würden eines Tages durch biologische Befunde bestätigt und damit abgesichert oder widerlegt werden. Doering erinnerte daran, dass zu Freuds Zeiten die heutigen Mittel noch nicht zur Verfügung standen und beklagte, dass trotz fortschreitender Entwicklung der Forschungsmethoden „neuropsychoanalytische Überlegungen“ lange Jahre „marginalisiert und als biologistisch und reduktionistisch abgelehnt“ wurden. Die Neurowissenschaften, „die Sigmund Freud von seinem Sockel“ gestürzt hätten, würden nun mit ihrer wissenschaftlichen „Avantgarde wieder Interesse an den Ideen des Stammvaters der Psychoanalyse“ entwickeln, so die Journalistin Beate Lakotta im Spiegel.
Der Neurobiologe und Nobelpreisträger Eric Kandel hatte bereits 1979 gefordert, „die Psychoanalyse müsse sich den neurowissenschaftlichen Einsichten stellen, wenn sie in Zukunft noch eine produktive Rolle auf den Gebieten der Psychotherapie, der Psychiatrie und der Erforschung menschlichen Verhaltens spielen wolle“. Auch wenn Einzelne ihrer Zeit voraus waren, dauerte es noch 20 Jahre, bis sich eine systematische Zusammenarbeit etablierte.
Zu den Gründervätern, die bestrebt waren, der internationalen Kooperation von Neurowissenschaft und Psychoanalyse eine gemeinsame Plattform zu geben, gehört der südafrikanische Psychiater und Psychoanalytiker Mark Solms. Als Leiter der Abteilung für Neuropsychologie am Groote Schuur Krankenhaus in Kapstadt und Professor für Psychiatrie am Mount Sinai Hospital in New York hatte Solms sämtliche neurowissenschaftlichen Werke von Freud ins Englische übersetzt und herausgegeben. 1999 gründete er die zweimal jährlich bei Routledge erscheinende Fachzeitschrift Neuropsychoanalysis. Ihrem wissenschaftlichen Beirat gehören unter anderem die Hirnforscher Wolf Singer und Antonio Damasio an. Schließlich initiierte Solms die Gründung einer Fachgesellschaft, war im Jahr 2000 ihr Gründungspräsident und band die neue Fachzeitschrift als ihr offizielles Organ ein. Den Vorsitz der Fachgesellschaft übernahm er gemeinsam mit Cristina Alberini, einer Professorin für Neurowissenschaften an der New Yorker Universität.
Noch gilt die Neuropsychoanalyse bisher lediglich als neue Fachwissenschaft und nicht als eigenständige medizinische Fachdisziplin. Ruhs kritisierte sie als „Modeerscheinung“. Mit der Begründung einer eigenen wissenschaftlichen Community und einer Fachgesellschaft, die internationale Kongresse organisiert und eine Fachzeitschrift herausgibt, habe sie sich gleichwohl „als eine eigene translationale wissenschaftliche Disziplin entwickelt“, wie Doering betonte. Die translationale Medizin ist ebenfalls ein noch junges Fach. In Deutschland wird sie beispielsweise seit 2018 vom Land Bayern an der Würzburger Universität durch die Einrichtung zweier sogenannter Elitestudiengänge – Translational Medicine und Translational Neuroscience – gefördert.

## Das Verhältnis von Psychoanalyse und Neurowissenschaft
August Ruhs beschrieb im Gespräch mit Doering das Dilemma der Psychoanalyse in ihrem Verhältnis zur Neuropsychoanalyse. Er sah eine Minderheit von Befürwortern, die sich von den Neurowissenschaften eine „Aufwertung der als unwissenschaftlich kritisierten Psychoanalyse“ verspreche und eine Mehrheit von Gegnern, die sich ihr als „Neuroskeptiker“ entgegenstelle. Dabei positionierte er sich selbst:

„Ich sehe eine Überbewertung biologischer Vererbung gegenüber sozialer Entwicklung. Wir steuern in Richtung einer Vorherrschaft der Naturwissenschaften über die Geistes- und Sozialwissenschaften, die auf eine Gegenüberstellung von Biologie und Psychoanalyse hinausläuft. Die Psychoanalyse versteht die Menschwerdung als einen Entwicklungsprozess mit lebensgeschichtlichem Charakter und betont die Kultur, nicht die Natur in der Wesensbestimmtheit. Die Menschwerdung ist kein evolutionärer Prozess, sondern Folge einer Entwicklungshemmung: gegenüber anderen Lebewesen sind wir unausgereift und instinktarm – ein Mangel an Natur, der durch kulturelle Prägung Ersatz findet.“

Bei aller Hoffnung, die Freud in die naturwissenschaftliche Biologie setzte, war auch ihm seine Kulturtheorie stets wichtiger als alles Andere. Als Therapie verstand er die Psychoanalyse als eine unter vielen, ihre Kulturtheorie aber unterscheide sie von allen anderen.
Als Kritiker mahnte Ruhs an, die Befunde der Psychoanalyse auf eine Weise zu operationalisieren, die mit ihrer ganz anderen Methodologie auch kompatibel sei. Dies geschehe seiner Einschätzung nach zum Teil nicht. Andernfalls wären verzerrte Effekte zu erwarten. Der Neurophysiologe und Psychoanalytiker Mauro Mancia mahnte bei aller Befürwortung der Neuropsychoanalyse, einen grundlegenden Unterschied zwischen beiden Disziplinen nicht aus dem Auge zu verlieren:

„Die Neurowissenschaften beruhen auf einer Logik des Erklärens, während die Psychoanalyse vor allem durch eine Logik des Verstehens gekennzeichnet ist.“

Doering als erklärter Befürworter der Neuropsychoanalyse verwies darauf, dass für manche Konzepte von Freud, wie beispielsweise jenes vom Unbewussten, der wissenschaftliche Nachweis längst mit einer „eindrucksvolle[n] Menge an empirischen Forschungsergebnissen“ erbracht sei. Dazu gehören unter anderem die Arbeiten von Heather Berlin, einer Professorin für Psychiatrie an der Mount Sinai School of Medicine in New York. Durch diese Arbeiten sei bekannt, dass es für das Unbewusste keinen Ort im Gehirn gebe. Vielmehr laufe ein „Großteil der Hirntätigkeit unbewusst“ ab, woran viele Netzwerke beteiligt seien. Auch lägen inzwischen sogenannte Outcome-Studien vor, die zeigen, dass sich durch Psychotherapie „Anomalien der Hirnfunktion normalisieren können“, wenngleich, wie Ruhs kritisch anmerkte, das Subjektive „nicht auf das Objektive reduziert werden“ könne.

## Organisationen
Neuropsychoanalysis (NPSA) als ein internationales Netzwerk von Non-Profit-Organisationen gliedert sich organisatorisch in eine internationale Fachgesellschaft (Society), in zahlreiche regionale und spezialisierte Gruppen und einen Dachverband (Association).
Im Jahr 1999 begannen verschiedene Vorbereitungen, um für das Fach angemessene Organisationsstrukturen zu schaffen. So wurde in einem ersten Schritt im Juni 2000 eine Fachgesellschaft mit Namen The International Neuropsychoanalysis Society gegründet, die ihren Mitgliedern einen Rahmen für ihre wissenschaftlichen Aktivitäten gab. Die bereits zuvor gegründete Fachzeitschrift wurde offizielles Organ und erste Kongresse und Fachvorträge organisiert.
Nachdem sich in London, in New York und in Kapstadt drei Organisationseinheiten gebildet hatten, die von Anbeginn eng miteinander kooperierten, wurden sie im Jahr 2012 auch förmlich unter dem Namen The Neuropsychoanalysis Association zusammengeführt. Eine zugehörige Stiftung mit Sitz in der New Yorker Niederlassung ermöglichte es, internationale Forschungsförderprogramme anlaufen zu lassen. Seit 2015 werden eigene Kongresse und wissenschaftliche Tagungen organisiert.

## Methoden
Bei den Methoden dieses interdisziplinären Faches sind jene, die in den Neurowissenschaften verwendet werden von den Verfahren der Psychoanalyse zu unterscheiden.
Beim Einsatz als Psychotherapie stellt die Psychoanalyse je nach Indikation verschiedene Verfahren zur Verfügung, unter anderem analytische Kurztherapie, Fokaltherapie und Gruppenanalyse, ein tiefenpsychologisch fundiertes Verfahren und die analytische Langzeittherapie als sogenanntes Standardverfahren.
Nach wie vor befindet sich die Neuropsychoanalyse im Stadium der Grundlagenforschung. In ihren Anfängen wurden Patienten, die unter bereits diagnostizierten neurologischen Erkrankungen litten, psychoanalytisch untersucht und behandelt. Aus ihren Reaktionen konnten Rückschlüsse auf ihre Hirnfunktionen gezogen werden.
So legte beispielsweise das Ehepaar Solms im Jahr 2000 mit ihren Clinical Studies of Neuro-Psychoanalysis die Ergebnisse ihrer 14 Jahre währenden Studie vor, in der Patienten mit diversen Hirnläsionen untersucht wurden.
Inzwischen stellen elektrophysiologische, neuropsychopharmakologische und neurobildgebende Verfahren die bevorzugten Methoden der Neuropsychoanalyse dar. Neben bildgebenden Verfahren, wie der Magnetresonanztomografie (MRT) kommen auch andere Methoden medizinischer Diagnostik, wie u. a. das Elektroenzephalogramm (EEG) zum Einsatz, wie beispielsweise in einer Langzeitstudie von Buchheim und anderen.

## Fragestellungen
In ihren Forschungen beschäftigt sich die Neuropsychoanalyse mit sehr verschiedenen Fragestellungen, angefangen von der Entwicklungspsychologie über einzelne psychische Funktionen bis hin zur Psychopathologie. Auch konnten sogenannte Marker für Persönlichkeitsstörungen gefunden werden, die auf psychoanalytischen Konzepten über die Persönlichkeitsstruktur beruhen, und die in die neue DSM-5-Klassifikation für psychische Erkrankungen aufgenommen wurden.
Im Jahr 1996 verfasste Manfred Spitzer, Leiter des 2004 an der Universität Ulm eingerichteten Transferzentrums für Neurowissenschaften und Lernen seine Schrift Geist im Netz, die sich zwar mit Neurodidaktik befasste, später jedoch als „Einführung in die Grundlagen der Neurowissenschaften“ verstanden wurde. Spitzer bezog sich dabei auf eine Abbildung, die Freud verwendet hatte und „die bereits die Idee eines neuronalen Netzwerkes als Baustein des von ihm 1895 konzipierten psychischen Apparates transportiert“ hätte.
Elf Jahre später lief 2007 in der Universität Innsbruck die Hanse-Neuro-Psychoanalyse-Studie an, deren differenziertes Forschungsdesign 2008 veröffentlicht wurde. Gefördert vom Hanse-Wissenschaftskolleg fand sie im Jahr 2010 ihren Abschluss. Die Forscher, darunter die Psychologin Anna Buchheim, Horst Kächele und Manfred Cierpka, interessierten sich für die Frage, ob die Behandlung chronisch depressiver Patienten durch erfahrene Psychoanalytiker einen messbaren Erfolg hervorbringe. Die Patienten waren neben einer umfangreichen klinischen Diagnostik mit anerkannten psychometrischen Verfahren, unter anderem der Operationalisierten Psychodynamischen Diagnostik (OPD), untersucht worden und wurden mit einer Frequenz von zwei oder mehr Therapiesitzungen pro Woche behandelt.
Im Leibniz-Zentrum für Literatur- und Kulturforschung (ZfL) wird seit 2014 vom Bundesministerium für Bildung und Forschung (BMBF) ein Projekt unter der Leitung von Stephanie Eichberg und Sigrid Weigel gefördert, das den Namen Neuro-Psychoanalyse und Schmerz trägt. Es soll im Jahr 2019 abgeschlossen sein und widmet sich dem unter dem demografischen Wandel zunehmend an Bedeutung gewinnenden Thema Schmerz. Mit Blick auch auf das Forschungsprogramm der Neuroästhetik, deren Ideengeber im Jahr 2001 der Neurobiologe Semir Zeki war, hat sich das Projekt einem „internationalen Netzwerk für den Dialog zwischen Geistes-/Kulturwissenschaften und Neurowissenschaften“ angeschlossen und arbeitet mit der Neuropsychoanalyse in einem seiner Teilprojekte zusammen. Von 2008 bis 2010 gab es beim ZfL ein Teilprojekt Freud und die Naturwissenschaften, das unter anderem mit einer Veröffentlichung schloss, die den vom ZfL beabsichtigten „Brückenschlag“ von Freud zu den Neurowissenschaften einleiten sollte. Im Jahr 2013 richtete das ZfL in Berlin ein dreitägiges Symposium zum Thema Empathie aus, das sich der Frage nach den neurobiologischen Grundlagen und der kulturellen und konzeptuellen Geschichte dieses Begriffes widmete. An beides knüpft das Schmerz-Projekt an:

„Ein spezieller Fokus liegt auf dem Spannungsfeld zwischen geistes- und naturwissenschaftlichen Verfahren der Datenerhebung. Die Spannung zwischen den Epistemen des Deutens und des Messens wird als konstitutiv für das Unternehmen einer Neuro-Psychoanalyse verstanden.“